# Onobrychis
Genre
Classification phylogénétique
Taxons de rang inférieur
- Voir le texte

Onobrychis, les sainfoins, est un genre de plantes à fleurs dicotylédones de la famille des Fabaceae, sous-famille des Faboideae, originaire des régions tempérées et tempérées chaudes de l'Ancien Monde, qui comprend environ 150 espèces acceptées.
Ce sont des plantes herbacées, annuelles ou vivaces, dont quelques espèces, principalement Onobrychis viciifolia, sont cultivées comme plantes fourragères.
On appelle aussi en français « sainfoin » des espèces de plantes du genre Hedysarum comme le sainfoin de Boutigny (Hedysarum boutignyanum), le sainfoin d'Espagne (Hedysarum coronarium) ou le sainfoin d'Italie (Hedysarum coronarium).

## Étymologie
Le nom générique latin « Onobrychis »,  est composé de deux termes grecs όνος (onos), l'âne et βρύκω (brýko), signifiant manger avec avidité, par allusion à l'attrait des ânes pour cette plante.
Le nom français, « sainfoin », provient de sain foin : L'herbe est appelée en France sain-foin, en Italie lupinella, en Provence, en Languedoc et en suisse luzerne. De l'excessive louange que l'on a donnée à cette plante, à cause de sa vertu médicinale et engraissant le bétail qui s'en paît, vient ce mot de sain (Olivier de Serres). Le nom allemand (Esparsette), et son autre nom français Esparcette, encore en usage, particulièrement en Suisse, sont issus de l'occitan Esparcet (même sens). 
Le sainfoin est également une plante mellifère.

## Caractéristiques générales

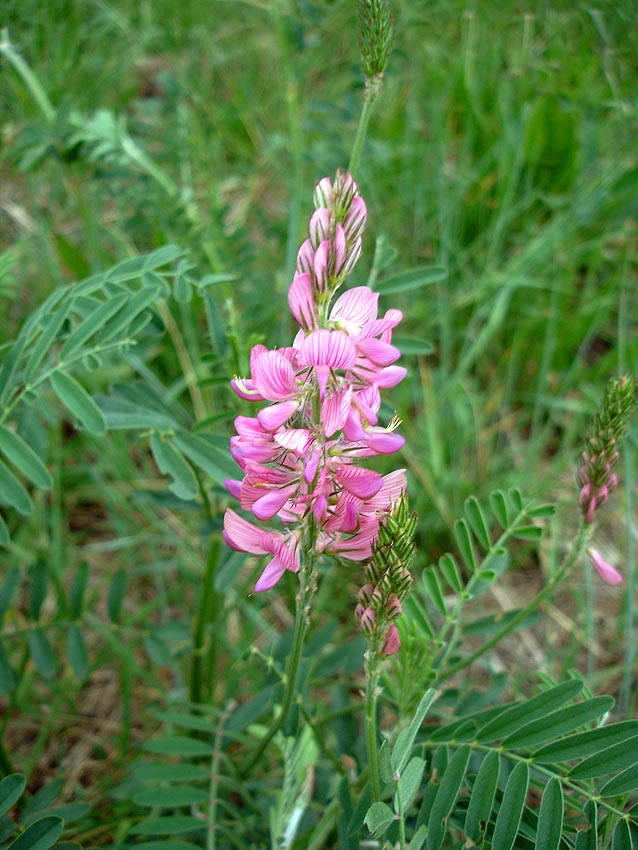
Inflorescence et feuillage d’Onobrychis viciifolia.

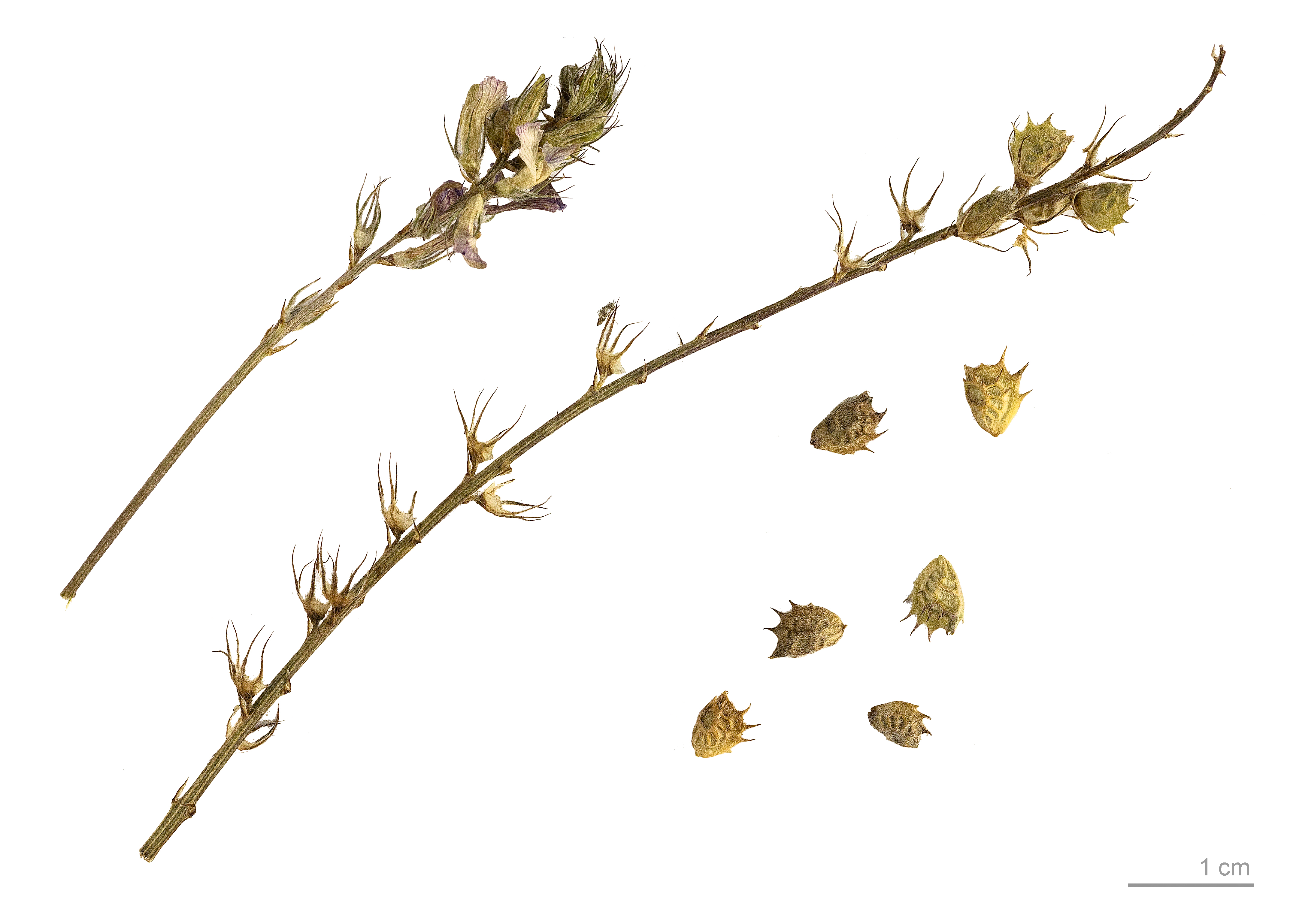
Gousses d’Onobrychis argentea.

Ce sont des plantes herbacées, annuelles ou bisannuelles, à feuilles composées, imparipennées, formées de 11 à 25 folioles, à fleurs papilionacées blanches, roses ou rouges, groupées en grappes allongées. Le fruit est une gousse indéhiscente, de forme aplatie aussi large que longue, à un seul article, généralement épineuse.

## Distribution
Ce genre est originaire des régions tempérées d'Europe, d'Afrique du Nord et d'Asie occidentale et centrale. Le sainfoin cultivé (Onobrychis viciifolia) était notamment cultivé dans le Gâtinais au XIXe siècle où, étant mellifère, il conférait ses qualités au miel de cette région.

## Intérêt vétérinaire
Il présente des propriétés antiparasitaires pour les herbivores, probablement de par sa richesse en tanins condensés. Son ingestion (par le lapin par exemple) ne réduit pas le nombre de parasites déjà installés, mais diminue significativement la viabilité des œufs de nématodes dans le tube digestif du lapin ou à partir de ses excréments, ce qui en fait un aliment intéressant pour les élevages de lapins pratiqués selon le cahier des charges de l'Agriculture biologique, « contribuant à réduire l’infestation de l’environnement. Un aliment enrichi en sainfoin contenant 1,2% d’équivalent d’acide tannique, distribué aux mères et aux lapins en croissance a eu un effet coccidiostatique : l’excrétion ».

## Taxinomie
Le genre Onobrychis est placé dans la sous-famille des Faboideae et dans la tribu des Hedysareae.

### Liste des espèces
Selon The Plant List (25 mai 2019) :

## Symbolique

### Calendrier républicain
- Dans le calendrier républicain, « Sainfoin » est le nom attribué au 12e jour du mois de Floréal[5].